# ZX Spectrum 128 +2
El ZX Spectrum 128 +2 fue el primer Spectrum de Amstrad, que salió poco después de adquirir las marcas ZX Spectrum y Sinclair en 1986. Un cambio en la dirección del ZX Spectrum, no tardó en llegar, a principios de ese mismo año, el cambio llegó con el lanzamiento del ZX Spectrum +2.

## Características
Internamente hubo unos cuantos cambios. El programa oficial del fabricante (firmware) no era muy diferente del Spectrum 128, pero el ROM (memoria de solo lectura) tenía unos cuantos cambios, causando problemas de compatibilidad con los productos anteriores. Aun así, fue más compatible que los posteriores +3 y +2A.
Este modelo era externamente muy diferente de cualquier Spectrum anterior, se comercializó con un grabador de cinta incluido en la parte derecha del teclado, era el único ZX Spectrum montado sobre una carcasa gris con un teclado spring-loaded, puerto de joystick doble y un grabador de casetes incorporado llamado “Datacorder” (Al menos externamente era muy parecido al Amstrad CPC 464) pero el +2 era en todos los aspectos muy similar al modelo 128K. 
El nuevo teclado no incluía las básicas marcas que se podían encontrar en los primeros Spectrums, excepto por las teclas LOAD, CODE y RUN que eran útiles para cargar software. Este avance no fue tan importante como el +2 boasted, un pequeño menú de sistema, casi idéntico al del ZX Spectrum 128k, donde uno podía cambiar entre la programación BASIC 48k con las teclas ya establecidas y la programación BASIC 128k que estandarizo la programación BASIC del Spectrum. Del menú se eliminó la opción de la cinta y Tester. También se cambió todos los mensajes de "copyright" en ROM para Amstrad, y se eliminaron las entradas EAR y MIC que se utilizaban para conectar un grabador de casetes externo.
Los problemas de control de calidad estuvieron en gran parte ausentes con el Spectrum +2. La máquina fue construida en Taiwán, (fue el primer producto Sinclair construido fuera del Reino Unido) y el gran énfasis de Amstrad en el control de calidad hicieron que fuera más fiable que los primeros Spectrums.
Amstrad también llevó una línea diferente en el marketing del Spectrum +2. A diferencia de Sinclair, Amstrad no intentó comercializar el producto como cualquier otra cosa que una máquina de juegos y lo vendió en paquetes como el James Bond 07 Action Pack. (con un juego y una pistola de luz).Este enfoque, tuvo un gran éxito y el Spectrum +2 se vendió muy bien.
El sucesor de ZX Spectrum 128 +2 fue el ZX Spectrum 128 +3, del que derivó el posterior ZX Spectrum 128 +2A, similar al +2 pero con la caja negra (como el +3) y con la circuitería derivada del +3.

## Características técnicas
- CPU Zilog Z80 8-bits a 3,5 MHz
- 128 Kb de memoria RAM.
- 32 Kb de memoria ROM (incluye el intérprete BASIC 48 y 128).
- Capacidad de 8 colores (15 en modo "brillo", siete por dos niveles de brillo, más el negro).
- Resolución de 256x192 píxeles.
- Chip de sonido Yamaha AY-3-8912 (3 canales).
- Teclado tipo profesional de 58 teclas (calidad mejorada).
- Almacenamiento en casete incorporado (1200-1500 baudios) o Microdrives.

- Datos: Q6170703
- Multimedia: Sinclair ZX Spectrum +2 / Q6170703